# Коминформ
Информацио́нное бюро́ коммунисти́ческих и рабо́чих па́ртий (также известно под названиями Коминфо́рм, Коминформбюро́ или Информбюро́) — координационная структура, объединявшая наиболее влиятельные коммунистические партии Европы. Существовала в 1947—1956 годах.

## История
Коминтерн был ликвидирован на фоне Тегеранской конференции тройственной коалиции США, СССР, Великобритании в 1943 году. Координационные функции «самораспустившегося» Коминтерна перешли к секретным структурам ЦК ВКП(б).
Коминформ стал фактически преемником Коминтерна.
Основано 22 сентября 1947 года на конференции в польском городе Шклярска-Поремба и первоначально включало коммунистические партии девяти стран: СССР, БНР, ВНР, ПНР, Румынии, Чехословацкой Республики, ФНРЮ, Франции и Италии. Затем к ним присоединилась Албанская партия труда. В создании Коминформа деятельное участие принял член Политбюро ЦК ВКП(б) А. А. Жданов.
В 1948 году из-за разрыва отношений между И. Тито и Сталиным югославскую компартию исключили из Информбюро. Штаб-квартира организации, первоначально располагавшаяся в Белграде, была перенесена в Бухарест.
В 1950 году Сталин делал попытки по расширению функций Коминформа почти до масштабов Коминтерна.
На состоявшемся 28 октября 1950 года заседании Политбюро ЦК ВКП(б) было принято постановление «О созыве очередного заседания Секретариата и Совещания Информбюро коммунистических и рабочих партий». В нём повторялись предложения, изложенные в октябрьской докладной записке Григорьяна, а также одобрен проект «Предложений Секретариата Информбюро о расширении функций Информбюро коммунистических и рабочих партий», подготовленный сотрудниками Внешнеполитической комиссии ЦК ВКП(б). Пункты 2 и 3 этого проекта гласили:
«2. Секретариат Информбюро, руководствуясь полностью оправдавшим себя принципом взаимного согласия и добровольной координации действий между партиями, будет выполнять следующие функции:
а) ставить на обсуждение коммунистических и рабочих партий вопросы, возникающие в связи с международной обстановкой и требующие объединения усилий и единых акций рабочего класса и трудящихся и их передового, коммунистического авангарда различных стран для борьбы против угрозы войны, в защиту политических и экономических интересов трудящихся;
б) заслушивать доклады коммунистических и рабочих партий с целью обмена опытом и улучшения их работы и выносить рекомендации партиям по этим докладам;
в) подготовлять, по просьбе коммунистических и рабочих партий, советы последним по вопросам их политической линии и практической деятельности для внесения этих рекомендаций на обсуждение Совещаний Информбюро, а в случае неотложной необходимости — принимать постановления и директивные указания, обязательные для соответствующих партий;
г) способствовать коммунистическим и рабочим партиям в их работе в области организационно-партийного строительства, пропаганды марксистско-ленинской теории, улучшения всей идеологической работы партий и усиления борьбы с реакционной идеологией;
д) проверять выполнение решений Совещаний Информбюро и подготавливать вопросы для обсуждения на Совещаниях Информбюро;
е) осуществлять руководство газетой „За прочный мир, за народную демократию!“.
3. Совещание Информбюро считает необходимым создать Секретариат Информбюро в качестве постоянно действующего органа и учредить пост Генерального Секретаря Информбюро».
Отмечают, что к началу 1950-х годов движение за мир (см. Всемирный совет мира) затмило Коминформ в его области деятельности.
В апреле 1956 года решением ЦК КПСС и входивших в Информбюро партий его деятельность и издание газеты «За прочный мир, за народную демократию!», издававшейся на иностранных языках, были прекращены. Как пишет кандидат исторических наук А. С. Стыкалин, это было сделано в качестве шага навстречу югославскому лидеру маршалу Тито, так как в сталинской антиюгославской кампании 1948 года именно Коминформ был главным инструментом советской политики (утратив после 1953 года эту роль, он потерял своё значение).
После этого кадры Коминтерна и Коминформа перекочевали в международный отдел ЦК КПСС.

## Партии-члены
- Албанская партия труда
- Болгарская коммунистическая партия
- Коммунистическая партия Чехословакии
- Французская коммунистическая партия
- Коммунистическая партия Советского Союза
- Польская объединённая рабочая партия
- Румынская рабочая партия
- Венгерская партия трудящихся
- Итальянская коммунистическая партия
- Коммунистическая партия Югославии (была исключена в июне 1948 года)
- Коммунистическая партия Свободной территории Триест (с 1948 года, после исключения КПЮ из Коминформа)

Следует отметить, что в Коминформ не входили Коммунистическая партия Китая, компартии обеих Германий — СЕПГ и КПГ, — а после 1948 года и Коммунистическая партия Югославии.
Хотя Коммунистическая партия Испании, будучи нелегальной, не входила формально в состав Коминформа, но газета организации издавалась также и на испанском языке.

## Архив Коминформа
Архив Коминформа хранится в Российском государственном архиве социально-политической истории, Москва, ул. Большая Дмитровка, 15.